# 1330

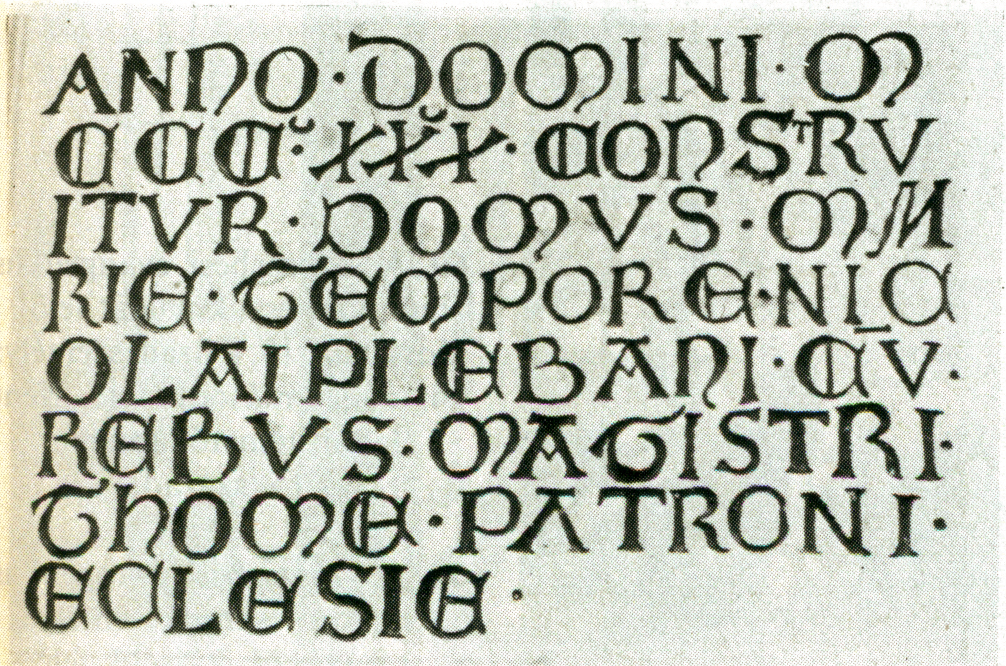
[Losonci Bánffy] Tamás mester, kegyúr építési felirata a szászrégeni evangélikus templom szentélyében: Anno domini MCCCXXX

Évszázadok: 13. század – 14. század – 15. század
Évtizedek: 1280-as évek – 1290-es évek – 1300-as évek – 1310-es évek – 1320-as évek – 1330-as évek – 1340-es évek – 1350-es évek – 1360-as évek – 1370-es évek – 1380-as évek
Évek: 1325 – 1326 – 1327 – 1328 –  1329 – 1330 – 1331 – 1332 – 1333 – 1334 – 1335

## Események

### Határozott dátumú események

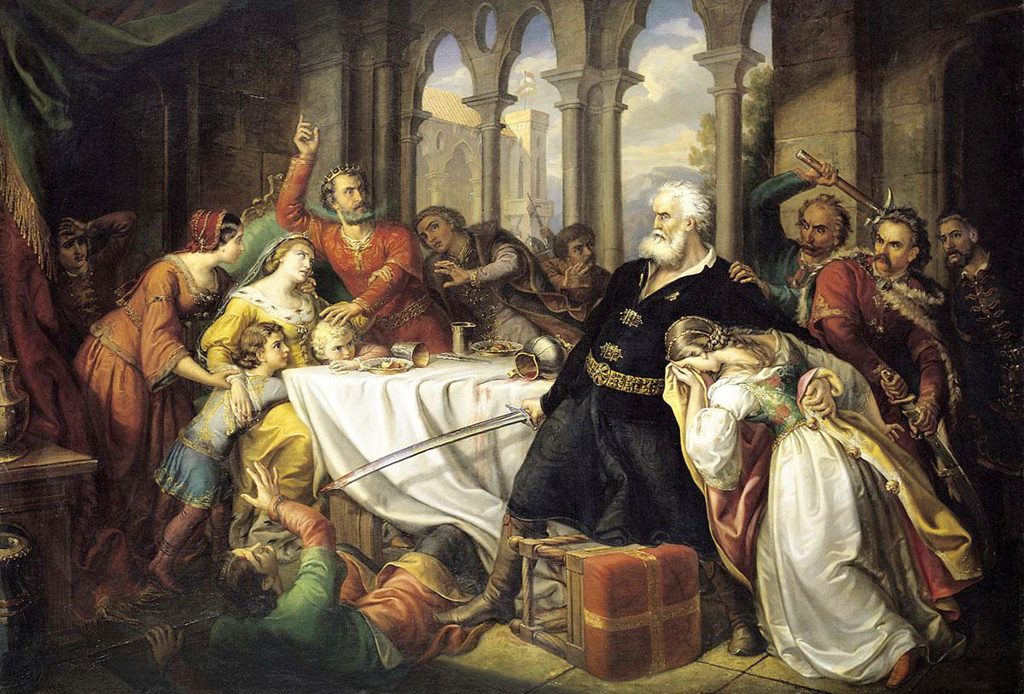
Orlai Zách Felicián

- április 17. – Károly Róbert magyar király egyik udvarhölgyének apja, Záh Felicián merényletet kísérel meg a királyi család ellen.[1] (A merényletben a királyné súlyosan megsebesül. A merénylőt Sándor fia János, királynéi alétekfogó szúrja le tőrével. Megtorlásul kiirtják a merénylő családját harmadíziglen.)[2]
- május 15. – A magyar főurak ítéletlevélben foglalják össze a Záchokra kirótt büntetéseket.[1]
- június 28. –  A velbazsdi csatában a szerbek legyőzik a bolgárokat,[3] Bulgária nagy része szerb uralom alá kerül.
- július 25. –  V. Miklós ellenpápa lemond.[4]
- október 1. – Dörögdi Miklós kerül az egri püspöki székbe.[5]
- október 19. – III. Eduárd angol király megkezdi önálló uralkodását (1377-ig uralkodik), kivégezteti az addigi régenst, Roger Mortimert.
- november 12. – A magyar sereg Posadánál vereséget szenved a havasalföldi seregtől.[6]

### Határozatlan dátumú események
- június – Megérkezik XXII. János pápa bullája Gyeretyánhoz, Kummagyaria fejedelméhez.[7]
- szeptember – Károly Róbert hadat indít I. Basarab havasalföldi fejedelem  ellen, mivel az nem adja vissza az elfoglalt Szörényvárat. A királyi sereg a vár visszafoglalása után benyomul Havasalföldre.[6]
- az év folyamán – 
  - Erdély északi felén át tatárok törnek be az országba, de a magyar sereg kiűzi őket.[8]
  - II. Alexioszt elsőszülött fia, III. Andronikosz követi a Trapezunti Császárság trónján (1332-ig uralkodik).

## Születések
- május 12. - I. Vilmos bajor herceg
- június 15. – Eduárd walesi herceg, III. Eduárd angol király fia.

## Halálozások
- január 13. – III. Frigyes osztrák herceg (* 1289).
- május 3. – II. Alexiosz trapezunti császár  (* 1283).
- Maximus Planudes, bizánci nyelvész és teológus.